# Raiffeisenbank Niedere Alb
Die Raiffeisenbank Niedere Alb eG ist eine Genossenschaftsbank mit Sitz im Stadtteil Albeck in der baden-württembergischen Stadt Langenau im Alb-Donau-Kreis.

## Geschichte
Die Raiffeisenbank Niedere Alb eG entstand im Jahr 1998 durch die Fusion der Raiffeisenbank Altheim-Ballendorf eG mit dem Sitz in Altheim (Alb) mit der Raiffeisenbank Bernstadt-Albeck eG mit dem Sitz in Albeck. Zuvor fusionierten im Jahr 1987 die Raiffeisenbank Bernstadt eG mit dem Sitz in Bernstadt mit der Raiffeisenbank Albeck eG (gegründet am 26. März 1907) mit dem Sitz in Albeck zur Raiffeisenbank Bernstadt-Albeck eG sowie im Jahr 1980 die Raiffeisenbank Altheim/Alb eG mit dem Sitz in Altheim mit der Raiffeisenbank Ballendorf eG mit dem Sitz in Ballendorf zur Raiffeisenbank Altheim-Ballendorf eG. Die Spar- und Darlehnskasse Albeck eGmbH fusionierte im Jahr 1967 zuerst mit der Spar- und Darlehnskasse Göttingen eGmbH mit dem Sitz in Göttingen zur Raiffeisenbank Albeck-Göttingen eGmbH und dann im gleichen Jahr noch mit der Spar- und Darlehnskasse Hörvelsingen eGmbH mit dem Sitz in Hörvelsingen zur Raiffeisenbank Albeck eGmbH.

## Rechtsverhältnisse
Die Raiffeisenbank Niedere Alb eG ist im Genossenschaftsregister beim Amtsgericht Ulm unter GnR 30 eingetragen.

## Organisationsstruktur
Rechtsgrundlagen sind das Genossenschaftsgesetz und die durch die Generalversammlung beschlossene Satzung. Organe der Bank sind der Vorstand, der Aufsichtsrat und die Generalversammlung.

## Sicherungseinrichtung
Die Raiffeisenbank Niedere Alb eG ist der amtlich anerkannten Sicherungseinrichtung des Bundesverbandes der Deutschen Volksbanken und Raiffeisenbanken GmbH und der zusätzlichen freiwilligen Sicherungseinrichtung des Bundesverbandes der Deutschen Volksbanken und Raiffeisenbanken e.V. angeschlossen.

## Geschäftsausrichtung
Die Raiffeisenbank Niedere Alb eG betreibt das Universalbankgeschäft. Im Verbundgeschäft arbeitet sie mit der DZ Bank, R+V Versicherung, Bausparkasse Schwäbisch Hall, Teambank, VR Leasing, DZ Hyp und der Union Investment zusammen.

## Geschäftsgebiet
Das Geschäftsgebiet liegt im Osten des Alb-Donau-Kreises.
An diesen Orten betreibt die Bank Filialen:
- Albeck (Hauptstelle, jur. Sitz)
- Göttingen (Geschäftsstelle)
- Bernstadt (Geschäftsstelle)
- Altheim (Alb) (Geschäftsstelle)
- Ballendorf (Geschäftsstelle)

In Langenau liegt auch das Geschäftsgebiet der Volksbank Alb eG, welches sich somit räumlich mit dem der Raiffeisenbank Niedere Alb eG überschneidet.